# Athoracophorus maculosus
Athoracophorus maculosus är en snäckart som beskrevs av Burton 1963. Athoracophorus maculosus ingår i släktet Athoracophorus och familjen Athoracophoridae. Inga underarter finns listade i Catalogue of Life.